# Tony Burke (Musikjournalist)
Tony Burke (* 9. April 1952 in Manchester, Vereinigtes Königreich) ist ein britischer Musikjournalist und Herausgeber des Musikmagazins Blues & Rhythm.
1986 übergab Paul Vernon die Leitung der von ihm 1984 gegründeten Zeitschrift Blues & Rhythm an Tony Burke. Das Magazin wurde 2006 in die Kategorie „Classics of Blues Literature“ der Blues Hall of Fame aufgenommen.
Burke schrieb zahlreiche Artikel, Reviews und Nachrufe zum Thema Blues, die in verschiedenen Zeitschriften erschienen, sowie Liner Notes für verschiedene Musiklabel.